# لوشاريك
الغواصة الروسية لوشاريك والتي تحمل اسم المشروع 10831 هي غواصة أعماق تشغلها الطاقة النووية، تدار الغواصة من طرف مديرية المخابرات الرئيسية، المخابرات العسكرية الروسية. أطلقت الغواصة في أغسطس 2003. في يوليو 2019 وقع حريق بحجرة البطارية وأدى لمقتل 14 من أفراد الطاقم. صرحت الرئاسة الروسية بأن تفاصيل الحادث لن يجري الكشف عنها لأنها تعتبر من «أسرار الدولة»، وأشار وزير الدفاع سيرجي شويجو إلى أن المفاعل كان معزولًا أثناء الحريق. تقرر منح وسام بطل روسيا لأربعة من أفراد الطاقم.

## استشهادات
1. 1 2  "14 Sailors Die on Secretive Russian Nuclear Submarine – USNI News". United States Naval Institute News. 2 يوليو 2019. مؤرشف من الأصل في 2019-11-17. اطلع عليه بتاريخ 2019-07-02.
2. ↑  "مصرع 14 بحارا روسيا جراء حريق بغواصة". روسيا اليوم. 3 يوليو 2019. مؤرشف من الأصل في 2019-12-12. اطلع عليه بتاريخ 2019-07-03.
3. ↑  "بوتين يمنح لقب "بطل روسيا" لأسماء ضحايا الغواصة المنكوبة". روسيا اليوم. 5 يوليو 2019. مؤرشف من الأصل في 2019-12-12. اطلع عليه بتاريخ 2019-07-05. {{استشهاد بخبر}}: |archive-date= / |archive-url= timestamp mismatch (مساعدة)